# Oxygonum quarrei
Oxygonum quarrei är en slideväxtart som beskrevs av De Wild.. Oxygonum quarrei ingår i släktet Oxygonum och familjen slideväxter. Inga underarter finns listade i Catalogue of Life.